# Groupe de NGC 1016
Le groupe de NGC 1016 comprend au moins 10 galaxies situées dans la constellation de la Baleine. La distance moyenne entre ce groupe et la Voie lactée est d'environ 93,0 Mpc (∼303 millions d'al). 

## Membres
Le tableau ci-dessous liste les 10 galaxies qui sont indiquées dans l'article d'Abraham Mahtessian paru en 1998. 
| Nom       | Classification | Type           | α (J2000.0)   | δ (J2000.0) | Vitesse radiale (km/s) | Magnitude apparente | Distance (Mpc) | Diamètre (kal) |
| --------- | -------------- | -------------- | ------------- | ----------- | ---------------------- | ------------------- | -------------- | -------------- |
| NGC 1004  | E+             | Elliptique     | 02h 37m 41.8s | 01° 58′ 31″ | 6473 ± 21              | 12,7                | 92,1 ± 6,5     | 158            |
| NGC 1016  | E              | Elliptique     | 02h 38m 19.5s | 02° 07′ 09″ | 6485 ± 14              | 11,6                | 92,2 ± 6,5     | 190            |
| NGC 1085  | SA(s)bc?       | Spirale        | 02h 46m 25.3s | 03° 36′ 26″ | 6790 ± 3               | 12,4                | 96,9 ± 6,6     | 248            |
| IC 232    | E              | Elliptique     | 02h 31m 11.6s | 01° 15′ 56″ | 6396 ± 20              | 13,2                | 89,9± 6,3      | 141            |
| IC 241    | SB0/a?         | Lenticulaire   | 02h 37m 54.5s | 02° 19′ 41″ | 6946 ± 21              | 13,4                | 99,0± 6,9      | 113            |
| IC 1843   | SB(s)ab?       | Spirale barrée | 02h 45m 24.6s | 02° 52′ 50″ | 6793 ± 31              | 13,1                | 96,5± 6,8      | 99             |
| UGC 2018* | SB0^+(rs)?     | Lenticulaire   | 02h 32m 40.2s | 00° 15′ 36″ | 6164 ± 2               | 12,795 ± 0,006      | 87,4 ± 6,1     | 141            |
| UGC 2019* | Sab            | Spirale        | 02h 32m 39.3s | 00° 37′ 02″ | 6205 ± 10              | 14,6g               | 86,7 ± 6,1     | 18,8           |
| UGC 2024* | Sab            | Spirale        | 02h 33m 01.2s | 00° 25′ 15″ | 6699 ± 3               | 13,633 ± 0,007      | 95,3 ± 6,7     | 109            |
| UGC 2051* | S0             | Lenticulaire   | 02h 34m 05.0s | 01° 21′ 06″ | 6601 ± 23              | 13.76               | 93,9 ± 6,6     | 143            |

- Dans l'article de Mahtessian, ces quatre dernières galaxies sont dénotées 0230+0003 (pour CGCG 0230.1+0003), 0230+0024 (pour CGCG 0230.1+0024), 0230+0012 (pour CGCG 0230.4+0012) et 0231+0108 (pour CGCG 0231.5+0128)

Le site DeepskyLog permet de trouver aisément les constellations des galaxies mentionnées dans ce tableau ou si elles ne s'y trouvent pas, l'outil du site «Finding the constellation which contains given sky coordinates» permet de le faire à l'aide des coordonnées de la galaxie. Sauf indication contraire, les données proviennent du site NASA/IPAC.